# Paractinostola capensis
Paractinostola capensis is een zeeanemonensoort uit de familie Actinostolidae.
Paractinostola capensis is voor het eerst wetenschappelijk beschreven door Carlgren in 1928.